# Cambuslang F.C.
Cambuslang F.C., właśc. Cambuslang Football Club – szkocki klub piłkarski z siedzibą w Cambuslang.

## Historia
Klub istniał w latach 1874–1897. W swojej historii rozegrał dwa sezony w pierwszej lidze, w czasach kiedy stanowiły ją rozgrywki First Division. W sezonie 1887/1888 osiągnął finał Pucharu Szkocji, w którym przegrał 1:6 z Renton.

### Historia występów w pierwszej lidze
| Sezon   | Liga           | Miejsce      |
| ------- | -------------- | ------------ |
| 1890/91 | First Division | 4.           |
| 1891/92 | First Division | 11. (spadek) |

## Reprezentanci kraju grający w klubie
|  | - Bob Brown - John Buchanan - James Gourlay (1860–1939) - James Gourlay (1862–1926) - Andrew Jackson - Jimmy Low - John Russell - Willie Semple |